# U-427
| U-427                                    | U-427 | U-427 |
| ---------------------------------------- | --- | --- |
|                                          | | |
|                                          | | |
| Зображення підводного човна підтипу VIIC | | |
| Під прапором                             | Третій Рейх | Третій Рейх |
| Спуск на воду                            | 6 лютого 1943 року                                                                                                 | 6 лютого 1943 року                                                                                                 |
| Введений до складу флоту                 | 2 червня 1943 року                                                                                                 | 2 червня 1943 року                                                                                                 |
| Сучасний статус                          | 21 грудня 1945 року затоплений союзниками                                                                          | 21 грудня 1945 року затоплений союзниками                                                                          |
| Проєкт                                   | | |
| Тип ПЧ                                   | Торпедний ДПЧ | Торпедний ДПЧ |
| Розробник проєкту                        | Danziger Werft, Данциг                                                                                             | Danziger Werft, Данциг                                                                                             |
| Основні характеристики                   | | |
| Швидкість (надводна)                     | 17,7 вузла | 17,7 вузла |
| Швидкість (підводна)                     | 7,6 вузла | 7,6 вузла |
| Робоча глибина занурення                 | 100 м | 100 м |
| Гранична глибина занурення               | 230 м | 230 м |
| Автономність плавання                    | 135—174 км на швидкості 4 вузли (в підводному положенні) 11 470 км на швидкості 10 вузлів (у надводному положенні) | 135—174 км на швидкості 4 вузли (в підводному положенні) 11 470 км на швидкості 10 вузлів (у надводному положенні) |
| Екіпаж                                   | 44—60 осіб | 44—60 осіб |
| Розміри                                  | | |
| Довжина найбільша (по КВЛ)               | 67,1 м | 67,1 м |
| Ширина корпусу найб.                     | 6,2 м | 6,2 м |
| Висота                                   | 9,6 м | 9,6 м |
| Середня осадка (по КВЛ)                  | 4,74 м | 4,74 м |
| Водотоннажність надводна                 | 769 т | 769 т |
| Озброєння                                | | |
| Артилерія                                | 1 × 88-мм палубна гармата SK C/35                                                                                  | 1 × 88-мм палубна гармата SK C/35                                                                                  |
| Торпедно- мінне озброєння                | 4 носових і один кормовий ТА. 14 торпед або 26 мін TMA                                                             | 4 носових і один кормовий ТА. 14 торпед або 26 мін TMA                                                             |
| ППО                                      | 1 × 20-мм зенітна гармата FlaK 30/38/Flakvierling                                                                  | 1 × 20-мм зенітна гармата FlaK 30/38/Flakvierling                                                                  |

U-427 — німецький підводний човен типу VIIC, що входив до складу Крігсмаріне за часів Другої світової війни. Закладений 27 липня 1942 року на верфі Danziger Werft у Данцигу. Спущений на воду 6 лютого 1943 року, 2 червня 1943 року корабель увійшов до складу ВМС нацистської Німеччини.

## Бойовий шлях
Після введення U-427 до строю підводний човен входив до складу 8-ї навчальної флотилії ПЧ Крігсмаріне. З 1 червня 1944 року U-427 перебував у 7-й, з 1 серпня — в 11-й, з 5 листопада у 13-й, та з 1 березня 1945 року в 14-й флотиліях підводних човнів Крігсмаріне. Протягом усього періоду служби субмарини її командиром був оберлейтенант-цур-зее граф Карл-Габріель фон Гуденус.
З вересня 1944 року і до кінця війни, U-427 здійснив 5 бойових походів, переважно в Північному Льодовитому океані та Норвезькому морі, не потопивши жодного судна чи корабля. Підводний човен зазнав 678 атак глибинними бомбами авіації та кораблів противника. 29 квітня 1945 року U-427 провів торпедну атаку на канадські есмінці «Хайда» та «Ірокеу», що ескортували конвой RA 66, але промахнувся. 2 травня 1945 року U-427 повернувся на свою базу у Кілбот, Норвегія, де залишався до повної капітуляції Німеччини в Другій світовій війні.

### Подальша доля ПЧ
8 травня 1945 року капітулював у Нарвіку союзникам. Перетягнутий до Лох-Еріболл, потім до Лісагаллі й далі до Лох-Раян у Шотландії, де 21 грудня 1945 року затоплений при проведенні операції «Дедлайт» в ролі корабля-мішені в точці з координатами 56°04′ пн. ш. 09°35′ зх. д. / 56.067° пн. ш. 9.583° зх. д.